# Friedrich Kessel (Politiker, 1897)
Helmut Friedrich Kessel (* 1. April 1897 in Nierstein; † 24. März 1978 ebenda) war ein hessischer Politiker (NSDAP) und Abgeordneter des Landtags des Volksstaates Hessen in der Weimarer Republik.

## Familie und Beruf
Friedrich Kessel war der Sohn des Schiffers Friedrich Kessel und dessen Frau Margaretha geborene Lerch. Er heiratete am 2. November 1923 Helene geborene Lerch.
Kessel arbeitete als Schiffer und Kapitän in Nierstein. Zum 1. Februar 1931 trat er der NSDAP bei (Mitgliedsnummer 454.397) und schloss sich auch der SS an (SS-Nummer 6.491).

## Politik
Friedrich Kessel gehörte 1933 in der 6. Legislaturperiode als Nachrücker für Reinhold Daum dem Landtag an.